# Джухайман аль-Утайби
Джухайма́н ибн Муха́ммад ибн Сайф аль-Ута́йби (16 сентября 1936, Эс-Саджир, Эр-Рияд — 9 января 1980, Мекка) — один из организаторов и участников террористического акта в Мекке. До этого отслужил 18 лет в Национальной гвардии Саудовской Аравии, преподавал в Мекканском исламском университете Умм аль-Кура, затем был направлен в Исламский университет Медины, где познакомился со своим будущим соучастником Мухаммадом аль-Кахтани.

## Биография
Джухайман аль-Утайби родился 16 сентября 1936 года в селении ас-Саджир в саудовской провинции Эль-Касим, в котором проживали представители племени Утайба. Имя, данное Джухайману при рождении, происходит от глагола «мрачно смотреть». Многие соплеменники Джухаймана аль-Утайби, в том числе его отец и дед (был убит) участвовали в сражении при Сабиле в ходе Ихванского восстания против саудовского короля Абд аль-Азиза. 
С 1955 по 1973 годы Джухайман аль-Утайби служил в рядах Национальной гвардии Саудовской Аравии. Затем он переехал в Медину и начал обучаться в здешнем исламском университете, где и познакомился с Мухаммадом аль-Кахтани. В конце 1970-х годов Джухайман переехал в Эр-Рияд, где обратил на себя внимание саудовских спецслужб. Он и около сотни его последователей были арестованы в 1978 году после демонстрации против монархии, но были освобождены после того, как их допросил Абдуль-Азиз ибн Баз и счёл их безвредными.
20 ноября 1979 года Мухаммад аль-Кахтани, Джухайман аль-Утайби и около пятисот других террористов захватили священную для мусульман Заповедную мечеть в Мекке. В ходе штурма захваченной мечети Мухаммад аль-Кахтани был убит, а Джухайман и оставшиеся в живых 68 террористов были арестованы, а затем приговорены к смертной казни.